# 喜蓮巨星
喜蓮巨星（英語：Helene Super Star，來港前稱 ，前譯「武裝戰線」），是一匹曾在愛爾蘭、英國、美國、阿聯酋、法國和香港出賽的已退役賽駒，來港後練馬師是告東尼，為2014/2015馬季最佳長途馬。競賽生涯中一勝國際一級賽。

## 簡介
2012年10月12日，岳本賢策騎「喜蓮巨星」勝出愛爾蘭鄧多克馬場的表列賽Star Appeal錦標。
2013年3月30日，莫雅策騎「喜蓮巨星」勝出阿聯酋美丹馬場的國際二級賽阿聯酋打吡。
2014年6月22日，「喜蓮巨星」打開其在港的勝利之門。
2015年5月31日，韋達策騎「喜蓮巨星」勝出國際一級賽香港冠軍暨遮打盃。賽後，韋達說道：「首次跑過終點時，我看見郭能正在努力讓坐騎穩定走勢，在他前面的莫雷拉也正在這樣做，而我的坐騎則沿欄守在絕佳位置。該兩匹馬因搶口而稍稍耗力，或許因此而後勁不繼。我今仗幸好自第一檔出閘。第一檔有時會對你有利，有時則不然，而這個檔位今天肯定對我十分有利。今仗的步速理想，不太慢也不太快，而我沿途均能居於好位。最重要的一點是，我的坐騎能夠放鬆來跑，從容不迫，而當『桃花心』於六百米處移離內欄時，我亦能夠跟隨著牠。我沿途跟著該駒，由牠引領上前。我的坐騎今天展現了頑強的鬥志。牠以往稍欠信心，亦曾遇到一些小問題。我認為牠今仗首次佩戴羊毛面箍上陣，加上上週曾以試閘備戰，都是牠今仗獲勝的關鍵。這項配備令牠跑來更具信心。上仗之後我對告東尼說，馬兒仍有一、兩個馬位的進步空間，而只要我們能夠讓牠更加集中，牠今仗定有爭勝機會。牠今仗首次佩戴羊毛面箍上陣，而牠佩戴這項配備試閘時亦率先衝線，顯然該配備甚有幫助。」練馬師告東尼說道：「牠今天獲勝，我並不感到意外。牠初來到我的馬房時，我覺得牠是打吡冠軍之材。我們一直對牠寄望甚殷，只可惜牠曾遇到一些小問題，而且牠的脾性亦較為剛烈。我們今天讓牠佩戴羊毛面箍上陣，而牠的表現實在更加進步。牠現在已在一級賽中證明了自己的實力，我們應會安排牠遠征海外，而我們可考慮的目的地很多。」然而，其後「喜蓮巨星」的表現未如理想，在港出賽21次皆未能上名，最終遠征海外的安排未能實現。
2017年5月24日，「喜蓮巨星」宣告退役，正式結束其競賽生涯。

## 在港勝出賽事全紀錄
| 比賽日期   | 賽事名稱         | 賽事班次 | 賽道 | 賽事路程 | 比賽馬場   | 名次 | 完成時間 | 騎師   |
| ---------- | ---------------- | -------- | ---- | -------- | ---------- | ---- | -------- | ------ |
| 22/06/2014 | 澳門讓賽         | 第二班   | 草地 | 1800米   | 沙田馬場   | 1    | 1:46.48  | 蔡明紹 |
| 28/01/2015 | 吉澳洲讓賽       | 第二班   | 草地 | 1800米   | 跑馬地馬場 | 1    | 1:48.52  | 韋達   |
| 31/05/2015 | 渣打冠軍暨遮打盃 | G1       | 草地 | 2400米   | 沙田馬場   | 1    | 2:27.52  | 韋達   |

## 在港一級賽出賽全紀錄
| 比賽日期   | 賽事名稱         | 賽事班次 | 賽道 | 賽事路程 | 比賽馬場 | 名次 | 完成時間 | 騎師   |
| ---------- | ---------------- | -------- | ---- | -------- | -------- | ---- | -------- | ------ |
| 19/01/2014 | 香港經典一哩賽   | HKG1     | 草地 | 1600米   | 沙田馬場 | 11   | 1:34.99  | 巫斯義 |
| 14/12/2014 | 浪琴表香港盃     | G1       | 草地 | 2000米   | 沙田馬場 | 5    | 2:02.26  | 杜滿萊 |
| 01/03/2015 | 花旗銀行香港金盃 | G1       | 草地 | 2000米   | 沙田馬場 | 2    | 2:01.77  | 韋達   |
| 26/04/2015 | 愛彼女皇盃       | G1       | 草地 | 2000米   | 沙田馬場 | 6    | 2:03.25  | 韋達   |
| 31/05/2015 | 渣打冠軍暨遮打盃 | G1       | 草地 | 2400米   | 沙田馬場 | 1    | 2:27.52  | 韋達   |
| 13/12/2015 | 浪琴表香港瓶     | G1       | 草地 | 2400米   | 沙田馬場 | 13   | 2:30.61  | 韋達   |
| 28/02/2016 | 花旗銀行香港金盃 | G1       | 草地 | 2000米   | 沙田馬場 | 10   | 2:02.30  | 蔡明紹 |
| 24/04/2016 | 愛彼女皇盃       | G1       | 草地 | 2000米   | 沙田馬場 | 13   | 2:04.88  | 柏寶   |
| 11/12/2016 | 浪琴表香港盃     | G1       | 草地 | 2000米   | 沙田馬場 | 12   | 2:03.15  | 巫斯義 |

## 在港以外大賽出賽全紀錄
| 比賽日期   | 賽事名稱               | 賽事班次 | 賽道   | 賽事路程 | 比賽馬場     | 名次 | 完成時間 | 騎師   |
| ---------- | ---------------------- | -------- | ------ | -------- | ------------ | ---- | -------- | ------ |
| 19/06/2012 | 高雲地利錦標           | G2       | 草地   | 1200米   | 雅士谷馬場   | 6    | 1:14.62  | 莫雅   |
| 26/07/2012 | 泰路斯錦標             | G3       | 草地   | 1400米   | 李奧柏馬場   | 2    | 1:30.36  | 岳本賢 |
| 03/11/2012 | 育馬者盃兩歲馬草地大賽 | G1       | 草地   | 1600米   | 聖雅尼塔馬場 | 7    | —        | 夏偉卓 |
| 30/03/2013 | 阿聯酋打吡             | G2       | 膠沙地 | 1900米   | 美丹馬場     | 1    | 2:02.05  | 莫雅   |
| 04/05/2013 | 肯塔基打吡             | G2       | 泥地   | 2000米   | 邱吉爾園馬場 | 7    | —        | 莫雅   |
| 30/06/2013 | 莊柏德大賽             | G1       | 草地   | 1600米   | 尚蒂伊馬場   | 8    | —        | 莫雅   |